# Teodozjusz I Boradiota
Teodozjusz I Borradiota, gr. Θεοδόσιος Α Βορραδιώτης, Theodosios I Borradiōtēs – patriarcha Konstantynopola w latach 1179–1183.

## Życiorys
W trakcie walk o władzę po śmierci cesarza Manuela I (1180), Teodozjusz poparł spisek porfyrogenety Marii Komneny i jej męża Rajniera z Montferratu przeciw regentce Marii z Antiochii i protosebastesowi Aleksemu. Zagrożony przez Aleksego musiał uchodzić z miasta, ale powrócił triumfalnie po powstaniu ludowym. Po objęciu władzy przez Andronika I Komnena, Teodozjusz sprzeciwił się projektowi cesarskiemu wydania jego nieślubnej córki Ireny za nieślubnego syna cesarza Manuela I, Aleksego, uznając takie małżeństwo za kazirodcze. Przekonany o nieskuteczności swego sprzeciwu Teodozjusz wycofał się do klasztoru na wyspie Ela. Andronik I złożył Teodozjusza z urzędu, wybierając na jego miejsce Bazylego II Kamatera. Zamierzonego przez cesarza, ślubu jego córce udzielił arcybiskup Bułgarii.